# Літник (одяг)
Літник — смугаста (на червоному тлі) яскрава вовняна або напіввовняна спідниця. Була розповсюджена на Київському та Житомирському Поліссі. На Рівненщині та Волині їх робили з білого полотна — у 5-6 полотнищ. Внизу прикрашали горизонтальною червоною смугою.

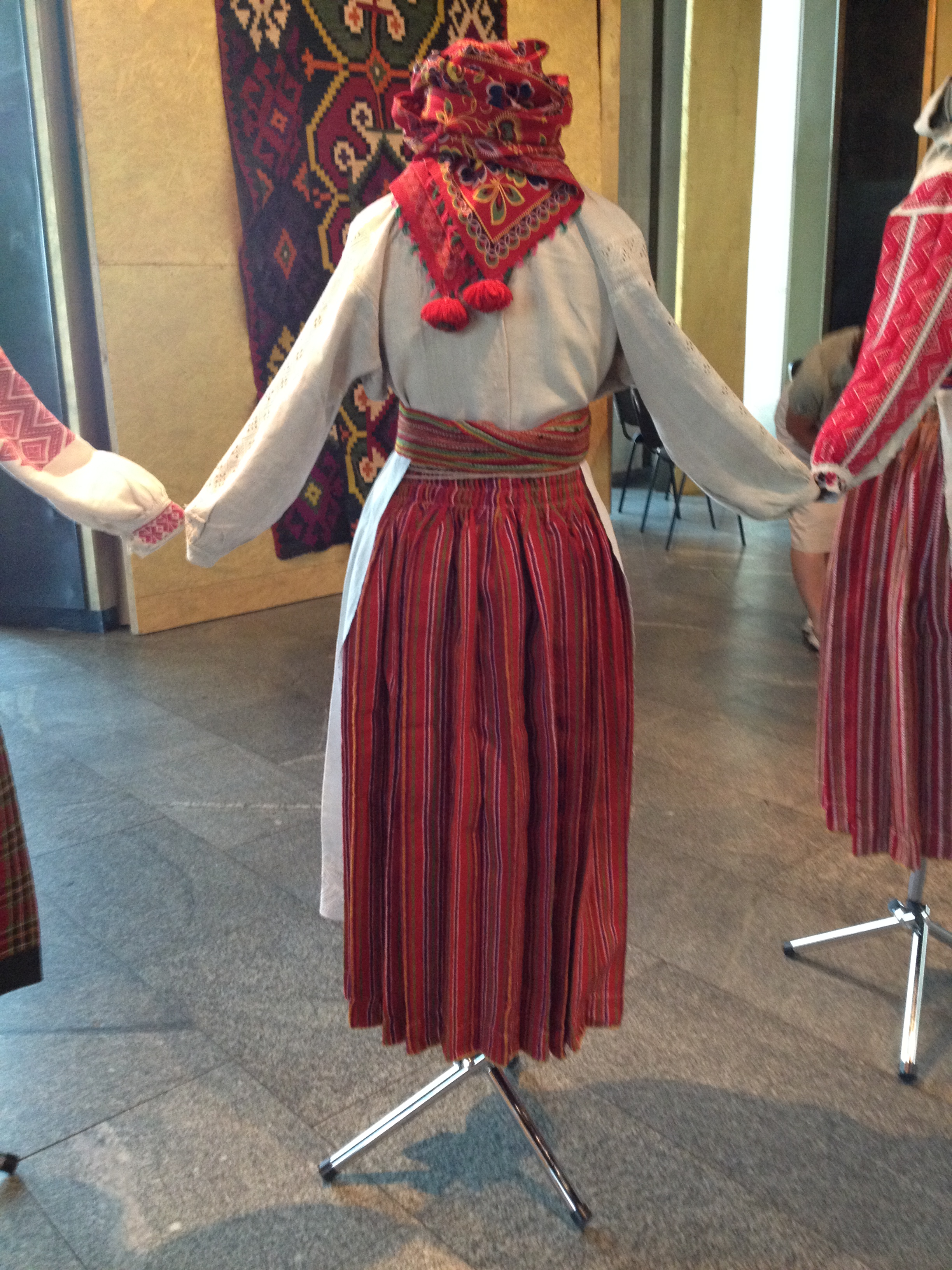
Літник з Рівненщини
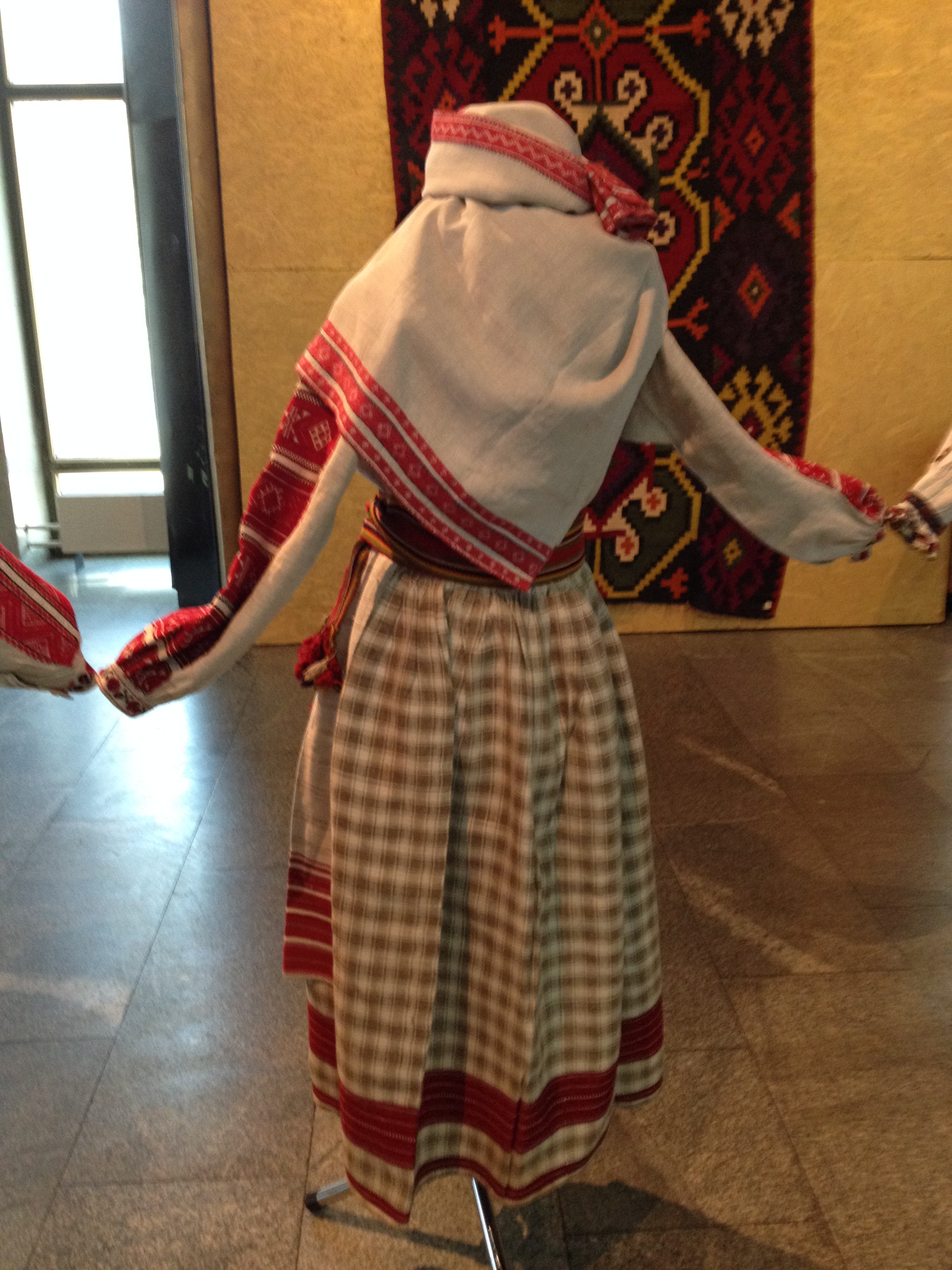
Літник з Волинського Полісся